# Hermacha capensis
Hermacha capensis is een spinnensoort in de taxonomische indeling van de bruine klapdeurspinnen (Nemesiidae).
Hermacha capensis werd in 1871 beschreven door Ausserer.